# 아시아소프트
아시아소프트는 대한민국의 서체 개발회사이다. 아시아소프트는 아시아폰트를 통해 폰트 개발에 다양한 폰트를 만들기 위해 제품 개발에 노력하고 있다.

## 서체
- a타임머신
- a치어리더
- a피노키오
- a본문고딕
- a본문명조
- a옛날목욕탕
- a스마일
- a꼴통로봇
- a블랙
- a장미여관
- a파도소리
- a바른생각
- a큐브
- a키즈
- a반달곰
- a카툰
- a시네마
- a가시고기
- a예감좋은날
- a스피드
- a롱다리
- a기린
- a참고딕
- a신디나루
- a아시아실록
- a별처럼
- a몬스터
- a찐빵

## 캘리그라퍼
- 손글씨
- 캘리그라퍼
- 필체 등등..

## 설치된 지원
- 폰트통을 통해 다양한 폰트 정보를 얻고 있다.

## 웹사이트
- 아시아폰트